# Rödsvingel
Rödsvingel (Festuca rubra) är en ört tillhörande familjen gräs. 
Utseendet varierar mycket ifrån exemplar till exemplar samt även beroende på var exemplaret växer. Man skiljer ofta ut flera underarter, varav vanlig rödsvingel är den helt dominerande formen i hela Norden.

## Underarter och varieteter
- Bågsvingel (Festuca rubra ssp. oelandica)
- Daggsvingel (Festuca rubra ssp. juncea)
- Fjällsvingel eller ibland rensvingel (Festuca rubra ssp. artica)
- Gråsvingel (Festuca rubra ssp. arenaria)
- Jätterödsvingel (Festuca rubra ssp. megastachys)
- Marsksvingel (Festuca rubra ssp. litoralis)
- Tuvsvingel (Festuca rubra ssp. commutata)
- Vanlig rödsvingel eller ibland bara "rödsvingel" (Festuca rubra ssp. rubra)

Rödsvingel är en av de viktigare gräsarterna för anläggning av gräsmattor. Den fördrar sämre näringsmässiga och klimatiska förhållanden än vissa av de andra mattgräsen. För gräsmattor används särskilda förädlade sorter framtagna för bland annat lägre årstillväxt. Dessa sorter indelas i tre huvudgrupper, tätväxande, sorter med korta sidoskott och sorter med långa sidoskott. De olika grupperna skiljer sig från varandra åtminstone delvis i fråga om ploiditet.

## Underarten vanlig rödsvingel
Underarten vanlig rödsvingel (Festuca rubra ssp. rubra) är den absolut vanligast förekommande underarten. Den är mycket vanlig i hela Norden. Den blommar mellan juni och juli och har en 5 till 15 centimeter lång vippa med rödaktig ton. Plantan blir totalt omkring 25 till 80 centimeter hög.

## Artens namn
Artepitetet rubra kommer av det latinska ordet ruber som betyder röd och åsyftar vippans färgton. Arten har tidigare även klassificerats som Festuca cryophila, Festuca prolifera, Festuca richardsonii samt Festuca nigrescens.